# 祝佗
祝佗（？—？），姓不详，祝氏，名佗，字子鱼，又称祝鮀，卫国太祝。

## 生平
前506年三月，周王卿士刘文公在召陵会合诸侯，谋划进攻楚国。举行会见前，卫国的子行敬子对卫灵公说：“朝会难得达到预期的目的，有分歧又争论不休，就不好办了。还是让祝佗跟随与会吧！”卫灵公同意了，就派祝佗跟着去。祝佗辞谢说：“臣竭力从事工作，以继承先人的职位，尚且担心完不成任务而得到罪过，现在如果又从事第二种工作，就会获得大罪了。而且太祝是土地神和五谷神经常使唤的小官。土地神和五谷神不出动，太祝就不出国境，这是官制所规定的。国君率领军队出征，祭祀神庙杀牲衅鼓，太祝就奉社主跟随出国境。如果是朝会一类的好事，国君出去有一师人马跟随，卿出去有一旅人马跟随，下臣是没有事情的。”卫灵公还是要求祝佗跟着去。
诸侯到达皋鼬后，准备把蔡国安排在卫国前面歃血。卫灵公派祝佗私下对周王室的大夫苌弘说：“我们在路上听说把蔡国安排在卫国之前歃血，不知是否属实？”苌弘说：“消息属实。蔡叔是康叔的哥哥，把蔡国的位次排在卫国之前，不也是可以的吗？”祝佗说：“用先王的标准来看，是注重德行的。从前周武王战胜商朝，周成王平定天下，选择有明德的人进行分封，把他们作为保卫周朝的藩篱屏障。所以周公辅佐王室，以治理天下，诸侯也和周朝和睦相处。分赐给鲁公大路、大旂，夏后氏之璜，封父之繁弱，还有殷民六族条氏、徐氏、萧氏、索氏、长勺氏、尾勺氏，让他们率领本族的大宗，集合其余小宗，统治六族的族众，来服从周公的法制，由此受命于周王朝。这是让鲁公为鲁国执行职务，以宣扬周公的明德。分赐给鲁国附庸小国，太祝、宗人、太卜、太史，服用器物、典籍简册、百官彝器，安抚商奄的百姓，用《伯禽》来告诫他们，而封在少皞之墟，分赐给康叔大路、少白、綪茷、旃旌、大吕，还有殷民七族陶氏、施氏、繁氏、锜氏、樊氏、饥氏、终葵氏，封疆边界，从武父以南到达圃田北界，从有阎氏那里取得了土地，以执行王室任命的职务。取得了相土的东都，以协助天子在东方的蒐礼。聃季负责授予土地，陶叔负责授予百姓，用《康诰》来告诫康叔，而将他封在殷墟。鲁公和康叔都沿用商朝的政事，而按照周朝的制度来划定疆土。分赐给唐叔大路、密须之鼓、阙巩之甲、沽洗，以及怀姓九宗，五正的职官，用《唐诰》来告诫他，而将他封在夏墟。唐叔沿用夏朝的政事，用戎人的制度来划定疆土。这三个人都是天子的兄弟而有美好的德行，所以用分赐宝物来为他们昭显德行。如果不是这样，周文王、周武王、周成王、周康王的儿子中还有很多比三人年长的，而没有得到这些赏赐，就因为不是注重年龄。管叔和蔡叔引诱商人，策划侵犯王室。天子因此杀了管叔，给了蔡叔七辆车子，七十个个随从把蔡叔流放。蔡叔的儿子蔡仲改恶从善，周公提拔他，让他作为自己的卿士。让他拜见天子，天子命令他做了蔡侯。任命书说：‘天子说：胡，不要像你父亲那样违背天子的命令！’怎么能让蔡国在卫国之前歃血呢？周武王的同母兄弟八人，周公做太宰，康叔做司寇，聃季做司空，其余五人没有官职，难道是注重年龄？曹国是周文王的后代。晋国是周武王的后代。曹国以伯爵作为甸服，比晋国离王畿还要远，这并不是由于注重年龄。现在要注重年龄，这就是违反先王的遗制。晋文公举行践土之盟的时候，卫成公不在场，夷叔是卫成公的同母兄弟，尚且列在蔡国之前。盟书写着：‘天子说：晋重、鲁申、卫武、蔡甲午、郑捷、齐潘、宋王臣、莒期。’盟书藏在成周的府库里，这是可以查看的。您想要恢复周文王、周武王的法度，而不端正自己的德行，您准备怎么办？”苌弘很高兴，告诉了刘文公，和范献子商量这件事，结盟时就让卫灵公在蔡昭侯之前歃血。

## 评价
- 孔子说：“若没有祝鮀的口才，而仅有宋朝的俊美，要想在這個世道避免祸难，很难了。”[5]
- 孔子说起卫灵公昏乱无道，季康子问：“他既然这样，为什么不败亡？”孔子说：“卫灵公有仲叔圉接待宾客，祝鮀管理祭祀，王孙贾统帅军队，像这样怎么会败亡？”[6]